# 댄 우렌
댄 우렌(Dan Woren, 1952년 1월 8일 ~ )은 미국의 배우, 텔레비전 배우, 성우이다.
샌디에이고에서 태어났다.

## 영화
- 웜 스무스 민 (2015년)
- 로보텍 - 그림자 연대기 (2006년)
- 다이아몬드 제로 (2005년)
- 사무라이 참프루 (2004년)
- 행복한 귀뚜라미 (2001년)
- 스트리트 파이터 제로 (1999년)
- 디지몽: 디지털 몬스터 (1999년)
- 아미티지 III: 폴리 매트릭스 (1997년)
- 기동전사 건담 제08 MS소대 (1996년)
- 쇼킹 묵시록 (1995년)
- 아미티지 III (1994년)
- 기동전사 건담 0080 - 포켓 속의 전쟁 (1989년)
- 첫경험 (1988년)
- 맨발의 겐 (1983년)
- 슈퍼 몬스터의 습격 (1982년)
- 우리 생애 나날들 (1965년)